# Laxtjärnen (Orsa socken, Dalarna, 680850-145975)
Laxtjärnen är en sjö i Orsa kommun i Dalarna och ingår i Dalälvens huvudavrinningsområde. Sjön har en area på 0,228 kvadratkilometer och ligger 243,1 meter över havet.

## Delavrinningsområde
Laxtjärnen ingår i det delavrinningsområde (680582-146053) som SMHI kallar för Namn saknas. Medelhöjden är 264 meter över havet och ytan är 12,35 kvadratkilometer. Räknas de 121 avrinningsområdena uppströms in blir den ackumulerade arean 936,27 kvadratkilometer. Orsälven (Oreälven) som avvattnar avrinningsområdet har biflödesordning 2, vilket innebär att vattnet flödar genom totalt 2 vattendrag innan det når havet efter 392 kilometer. Avrinningsområdet består mestadels av skog (70 procent). Avrinningsområdet har 1,01 kvadratkilometer vattenytor vilket ger det en sjöprocent på 8,2 procent.